# 리처드 센터스
리차드 센터스(Richard Centers, 1912년 ~ ?)는 미국의 사회심리학자로 캘리포니아 대학 준교수이다. 소위 이해관계집단 이론의 입장에 서서 계급문제를 실증적으로 취급하였다.